# Lab Rats
Lab Rats (llamado Lab Rats: Bionic Island en la cuarta temporada) es una serie de televisión de comedia de superhéroes creada por Chris Peterson y Bryan Moore. Se centra en la vida de Leo, cuya madre se casó con Davenport, un multimillonario genio. Conoce a Adam, Bree, y Chase (los nuevos proyectos de Davenport), con quienes desarrolla una amistad inmediata.
En enero de 2011, Billy Unger, quien interpreta a Chase, dijo que la serie era originalmente llamada Billion Dollar Freshman. Sin embargo, el piloto fue recortado, con el cambio del nombre a Lab Rats, y la incorporación de Bree, la única chica del grupo. El 18 de mayo de 2012, Lab Rats fue renovada para una segunda temporada. El 26 de julio de 2013, la serie fue renovada para una tercera temporada. En mayo se renovó para una cuarta temporada, Kelli Berglund declaró que sería la última; y en septiembre del mismo año, anunció que se crearía una nueva serie junto con el elenco de Mighty Med llamada Lab Rats: Elite Force.

## Argumento
Un joven adolescente llamado Leo Dooley vivió una vida normal hasta el día en que su madre Tasha se vuelve a casar con el inventor multimillonario Donald Davenport, con quien se mudan. Al tratar de encontrar su habitación, Leo descubre accidentalmente hermanos adolescentes con poderes biónicos que viven en su nuevo sótano. El programa sigue a los adolescentes biónicos mientras se desenvuelven en situaciones aventureras en un intento de vivir la vida como una familia normal en la ciudad ficticia de Mission Creek, California.
A medida que el espectáculo progresa en la segunda, tercera y cuarta temporada, se vuelve más oscuro con la presentación del hermano menor de Donald, Douglas Davenport, quien luego se une al lado de las ratas de laboratorio, el hijo androide de Douglas, Marcus Davenport, Victor Krane, Taylor (anteriormente conocido como S-1), que se une a las ratas de laboratorio durante la cuarta temporada, Sebastian (anteriormente conocido como S-3), los soldados biónicos de Krane, Giselle, que planea reconstruir Marcus, y Troy West, la creación andina de Giselle. Al final de la tercera temporada, Donald abre una academia biónica en una isla biónica para entrenar a los soldados biónicos de Krane para que sean los nuevos héroes biónicos del mundo.

## Reparto

### Personajes principales
- Tyrel Jackson Williams como Leo Francis Dooley.
- Billy Unger como Chase Davenport.
- Spencer Boldman como Adam Davenport.
- Kelli Berglund como Bree Davenport.
- Hal Sparks como Donald Davenport.

## Producción
La serie fue creada por Chris Peterson y Bryan Moore. El 15 de enero de 2011, Billy Unger, quien interpreta a Chase, declaró que originalmente la serie se llamaba Billion Dollar Freshman. Este trataba sobre una comedia de dos hermanos, Adam y Brad, que son robots diseñados por el gobierno que están programados para ser demolidos y reemplazados por versiones mejoradas. ¡Pero cuando los hermanos escuchan esta información escapan y prueban suerte escondiéndose en el mundo real disfrazados de humanos! .Sin embargo, el piloto se volvió a disparar, con el cambio del nombre a Lab Rats y la adición de Bree, que es la única chica del grupo, y Adam, que es el más viejo de los tres. Disney XD ordenó la aparición de Lab Rats como serie en julio de 2011, con un estreno programado para 2012.
El 18 de mayo de 2012, Lab Rats se renovó para una segunda temporada. El 26 de julio de 2013, Disney XD renovó Lab Rats para una tercera temporada. En mayo de 2014, Disney XD renovó Lab Rats para una cuarta temporada, lo que la convierte en la segunda serie original de Disney XD en pasar tres temporadas después de Kickin 'It. La cuarta temporada se estrenó el 18 de marzo de 2015. El 1 de julio de 2015, Kelli Berglund declaró en una entrevista que la cuarta temporada sería la última temporada. El último episodio de Lab Rats: Bionic Island se emitió en Disney XD el 3 de febrero de 2016.

## Episodios
| Temporada | Temporada | Episodios | Estados Unidos        | Estados Unidos         | Latinoamérica       | Latinoamérica           | España                   | España                  |
| Temporada | Temporada | Episodios | Comienzo              | Final                  | Comienzo            | Final                   | Comienzo                 | Final                   |
| --------- | --------- | --------- | --------------------- | ---------------------- | ------------------- | ----------------------- | ------------------------ | ----------------------- |
|           | 1         | 20        | 27 de febrero de 2012 | 5 de noviembre de 2012 | 5 de agosto de 2012 | 30 de noviembre de 2012 | 4 de mayo de 2012        | 23 de noviembre de 2012 |
|           | 2         | 26        | 25 de febrero de 2013 | 13 de enero de 2014    | 29 de abril de 2013 | 1 de junio de 2014      | 22 de marzo de 2013      | 31 de enero de 2014     |
|           | 3         | 23        | 17 de febrero de 2014 | 5 de febrero de 2015   | 7 de junio de 2014  | 13 de mayo de 2015      | 18 de abril de 2014      | 20 de marzo de 2015     |
|           | 4         | 22        | 18 de marzo de 2015   | 3 de febrero de 2016   | 8 de julio de 2015  | 25 de junio de 2016     | 18 de septiembre de 2015 | 1 de abril de 2016      |

## Especiales de televisión
| Especial N° | Temporada N° | Episodio N° | Título                        | Estreno en Estados Unidos | Estreno en Latinoamérica | Estreno en España     |
| ----------- | ------------ | ----------- | ----------------------------- | ------------------------- | ------------------------ | --------------------- |
| 1           | 1            | 1           | Crush, Chop and Burn (Part 1) | 27 de febrero de 2012     | 5 de agosto de 2012      | 1 de mayo de 2012     |
| 1           | 1            | 2           | Crush, Chop and Burn (Part 2) | 28 de febrero de 2012     | 11 de agosto de 2012     | 2 de junio de 2012    |
| 1           | 2            | 34          | Bionic Showdown               | 5 de agosto de 2013       | 24 de noviembre de 2013  | no disponible         |
| 1           | 3            | 46          | Sink or Swim                  | 17 de febrero de 2014     | 7 de junio de 2014       | 20 de febrero de 2012 |
| 2           | 3            | 57          | You Posted What!?!            | 28 de julio de 2014       | 20 de septiembre de 2014 | 29 de mayo de 2012    |
| 3           | 3            | 64          | Rise of the Secret Soldiers   | 26 de enero de 2015       | 8 de abril de 2015       | no disponible         |
| 1           | 4            | 1           | Bionic Rebellion              | 18 de marzo de 2015       | 8 de julio de 2015       | no disponible         |
| 2-1         | 4-2          | 10-17       | Lab Rats vs. Migthy Med       | 22 de julio de 2015       | 13 de enero de 2016      | no disponible         |
| 3           | 4            | 12          | Bionic Action Hero            | 5 de agosto de 2015       | 10 de febrero de 2016    | no disponible         |
| 4           | 4            | 17          | Lab Rats: On the Edge         | 11 de noviembre de 2015   | no disponible            | no disponible         |
| 5           | 4            | 20          | Space Colony                  | 20 de enero de 2016       | no disponible            | no disponible         |
| 6           | 4            | 21          | The Vanishing (Part 1)        | 3 de febrero de 2016      | no disponible            | no disponible         |
| 6           | 4            | 22          | The Vanishing (Part 2)        | 3 de febrero de 2016      | no disponible            | no disponible         |

## Recepción

### Índices de audiencia
Disney XD es la adición de otra serie original en sus filas por tener otra serie #1 en Lab Rats. Lab Rats viene siendo la serie más vista en la red en febrero, y es hasta ahora la segunda serie más vista en general en la primera en el total de televidentes de los niños de 2-11 y niños de 6-14.